# Guy Perelmuter
Guy Perelmuter é um engenheiro, pesquisador e investidor brasileiro. Graduado em Engenharia de Computação e com Mestrado em Inteligência Artificial, Perelmuter venceu o Prêmio Jovem Cientista em 1997 pelo desenvolvimento de um sistema que possibilita a conversão de textos escritos no alfabeto europeu para a linguagem Braille e sua impressão em impressoras matriciais convencionais. Aos 24 anos, passou a trabalhar no mercado financeiro e atualmente é investidor de start-ups. Em 2019, escreveu o livro Futuro Presente: o Mundo Movido à Tecnologia (Companhia Editora Nacional), no qual fala sobre os impactos e o futuro de tecnologias como carros autônomos, inteligência artificial e biotecnologia, entre outros assuntos. Em 2020, Perelmuter ganhou o Prêmio Jabuti na categoria "Ciências" por Futuro Presente.